# Karol Kučera
Karol Kučera (* 4. března 1974, Bratislava) je bývalý slovenský profesionální tenista, dlouhodobý reprezentant v Davisově poháru. Finálová účast Slovenska v této soutěži proti Chorvatsku v roce 2005 znamenala jeho rozloučení s profesionálním hraním. V době nejlepší formy patřil do první desítky žebříčku ATP ve dvouhře, nejvýše postavený byl na 6. místě (14. září 1998). Zemi reprezentoval na třech olympijských hrách LOH 1996 v Atlantě, LOH 2000 v Sydney a LOH 2004 v Aténách. Nejlepšího výsledku na grandslamovém turnaji dosáhl v roce 1998 na Australian Open, když ve čtvrtfinále porazil obhájce titulu Peta Samprase, ale v semifinále jej zastavil pozdější vítěz Čech Petr Korda, který zvítězil ve čtyřech setech. V roce 1998 vyhrál spolu s Karinou Habšudovou Hopmanův pohár v Perthu.
V letech 1997-2001 byl jeho trenérem olympijský vítěz Miloslav Mečíř zvaný „Velká kočka“, pro jeho jakoby laxní pohyb a styl hry, kterým dokázal uspat hráče, přičemž měl rychlé reflexy. Kučera získal přezdívku „Malá kočka“, pro napodobení herního stylu trenéra.

## Finálové účasti na turnajích ATP (16)

### Dvouhra - výhry (6)
| Č. | Datum           | Turnaj               | Povrch  | Finalista        | Výsledek               |
| 1. | 18. červen 1995 | Rosmalen, Nizozemsko | tráva   | Anders Järryd    | 7-67 7-64              |
| 2. | 19. říjen 1997  | Ostrava, Česko       | koberec | Magnus Norman    | 6-2 skreč              |
| 3. | 18. leden 1998  | Sydney, Austrálie    | tvrdý   | Tim Henman       | 7-5 6-4                |
| 4. | 23. srpen 1998  | New Haven, USA       | tvrdý   | Goran Ivanišević | 6-4 5-7 6-2            |
| 5. | 10. říjen 1999  | Bazilej, Švýcarsko   | koberec | Tim Henman       | 6-4 7-610 4-6 4-6 7-62 |
| 6. | 2. březen 2003  | Kodaň, Dánsko        | tvrdý   | Olivier Rochus   | 7-64 6-4               |

### Dvouhra - prohry (6)
| Č. | Datum             | Turnaj             | Povrch  | Vítěz               | Výsledek     |
| 1. | 28. srpen 1994    | Umag, Chorvatsko   | antuka  | Alberto Berasategui | 2-6 4-6      |
| 2. | 22. červen 1997   | Nottingham, Anglie | tráva   | Greg Rusedski       | 4-6 5-7      |
| 3. | 20. červenec 1997 | Stuttgart, Německo | antuka  | Àlex Corretja       | 2-6 5-7      |
| 4. | 26. červenec 1998 | Stuttgart, Německo | antuka  | Gustavo Kuerten     | 6-4 2-6 4-6  |
| 5. | 18. říjen 1998    | Vídeň, Rakousko    | koberec | Pete Sampras        | 3-6 6-73 1-6 |
| 6. | 5. leden 2003     | Čennaí, Indie      | tvrdý   | Paradorn Srichaphan | 3-6 1-6      |

### Čtyřhra - prohry (4)
| Č. | Datum             | Turnaj                | Povrch  | Spoluhráč      | Vítězové                         | Výsledek |
| 1. | 28. srpen 1994    | Umag, Chorvatsko      | antuka  | Paul Wekesa    | Diego Pérez Francisco Roig       | 2-6 4-6  |
| 2. | 20. říjen 1996    | Ostrava, Česko        | koberec | Ján Krošlák    | Sandon Stolle Cyril Suk          | 6-7 3-6  |
| 3. | 27. červenec 1997 | Umag, Chorvatsko      | antuka  | Dominik Hrbatý | Dinu Pescariu Davide Sanguinetti | 6-7 4-6  |
| 4. | 9. srpen 1998     | Amsterdam, Nizozemsko | antuka  | Dominik Hrbatý | Jacco Eltingh Paul Haarhuis      | 3-6 2-6  |

## Ocenění
V roce 2006 mu prezident Ivan Gašparovič propůjčil státní vyznamenání Řád Ľudovíta Štúra II. třídy.